# 21 Savage
21 Savage, właśc. Shéyaa Bin Abraham-Joseph (ur. 22 października 1992) – brytyjski raper, autor tekstów i producent muzyczny, mieszkający w Stanach Zjednoczonych. Urodzony w Londynie i wychowany w Atlancie, Georgia, rozpoczął karierę nagraniową w 2013. Zyskał szeroką popularność po wydaniu mixtape'u The Slaughter Tape (2015) oraz EP Savage Mode (2016) we współpracy z Metro Boomin. W 2017 roku podpisał kontrakt nagraniowy z wytwórnią Epic Records.
Debiutancki album studyjny 21 Savage, Issa Album (2017), zajął drugie miejsce na liście Billboard 200, a jego główny singiel „Bank Account” osiągnął 12. miejsce na liście Billboard Hot 100. W tym samym roku wydał wspólny album Without Warning (2017) z Metro Boomin i Offsetem, a także gościnnie pojawił się na singlu Post Malone’a „Rockstar” z 2017 roku, który zajął pierwsze miejsce na liście Billboard Hot 100 i otrzymał dwie nominacje: Record of the Year i Best Rap/Sung Performance na 61. ceremonii wręczenia nagród Grammy. Jego drugi album, I Am > I Was (2018), był jego pierwszym, który zadebiutował na szczycie listy Billboard 200. Singiel z tego albumu – „A Lot” (z udziałem J. Cole'a), zdobył nagrodę Best Rap Song na 62. ceremonii wręczenia nagród Grammy.
W 2020 roku, 21 Savage wraz z producentem muzycznym Metro Boomin wydali kontynuacje swojej przełomowej EP Savage Mode II (2020), która również zadebiutowała na pierwszym miejscu listy Billboard 200. Dwa single z albumu: „Runnin” i „Mr. Right Now” (z udziałem Drake'a) znalazły się w pierwszej dziesiątce Billboard Hot 100. W 2022 roku, Shéyaa wystąpił gościnnie na utworze „Jimmy Cooks”, który był jego pierwszą piosenką, która zadebiutowała na szczycie Billboard Hot 100. W tym samym roku, 21 Savage i Drake wydali wspólny album Her Loss (2022), który odniósł ogromny suckes komercyjny, m.in. osiągając pierwsze miejsce na liście Billboard 200.
W 2024 roku, Shéyaa wydał swój trzeci album studyjny American Dream (2024), który stał się jego czwartym z rzędu projektem, który zajął pierwsze miejsce na Billboard 200.

## Życiorys
Shayaa Bin Abraham-Joseph urodził się 22 października 1992 roku w Brixton w Londynie. Został wychowany przez matkę Heather, która jest z pochodzenia dominikanką i ojca który jest pochodzenia haitańskiego. Ma czterech braci i sześć sióstr, jedna z nich zmarła w strzelaninie w trakcie transakcji narkotykowej. Razem z rodziną przeniósł się do Stanów Zjednoczonych w 2004 roku, którą to informację ukrywał przed fanami, jednak zatrzymanie przez Amerykański Urząd Imigracyjny na początku 2019 potwierdziło, że Abraham-Joseph pochodzi z Wielkiej Brytanii.
W siódmej klasie 21 Savage dostał na stałe zakaz wstępu do każdej szkoły w okręgu szkolnym w hrabstwie DeKalb z powodu posiadania broni palnej. Zaczął uczęszczać do szkół w okolicach Atlanty, zanim został wysłany do ośrodka zatrzymań dla młodzieży. W 2013 roku, w swoje 21 urodziny, Abraham-Joseph został postrzelony sześć razy, a jego najlepszy przyjaciel został zabity podczas napadu.

## Kariera muzyczna

### 2014–15: Początki
12 listopada 2014 r. ukazał się debiutancki singiel Savage’a zatytułowany „Picky”, wyprodukowany przez DJ Plugg. Później singiel pojawił się na jego debiutanckim mixtape’ie, The Slaughter Tape, który ukazał się 25 maja 2015 r.
2 lipca 2015 r., 21 Savage z Sonny Digital wydali mini album, Free Guwop.1 grudnia 2015 r., Savage wydał swój drugi mixtape, Slaughter King.

### 2016–17:Savage Mode,Issa AlbumiWithout Warning
15 lipca 2016 roku, 21 Savage wydał swój mini-album Savage Mode przy współpracy z producentem muzycznym Metro Boominem. Album okazał się sukcesem, znalazł się na 23 miejscu na liście Billboard 200. Billboard potwierdził, że jego singiel X z raperem Future, który znalazł się na tym albumie, pokrył się platyną w Stanach Zjednoczonych. 18 stycznia 2017 roku, 21 Savage podpisał kontrakt z Epic Records.
7 lipca 2017 roku wydał swój debiutancki album studyjny Issa Album, znalazł się na drugim miejscu na liście Billboard 200. Jego singiel, Bank Account, znalazł się w 12 miejscu na liście Billboard Hot 100. W tym samym roku pojawił się w piosence Post Malone’a Rockstar, która utrzymywała się na pierwszym miejscu przez kilka tygodni na liście Billboard Hot 100 i pobiła kilka rekordów.
31 października 21 Savage we współpracy z raperem Offsetem i Metro Boominem, wydał album Without Warning. Album znalazł się na 4 miejscu listy Billboard 200. Znalazły się na nim kilka popularnych piosenek m.in. Ghostface Killers z udziałem rapera Travisa Scotta i Rap Saved Me z udziałem Quavo. Najpopularniejsza piosenka z albumu, Ric Flair Drip, która pokryła się platyną, była bez udziału 21 Savage’a. Chociaż nic nie zaśpiewał, pojawił się w teledysku do piosenki wydanym 4 miesiące później.

### 2018–teraz:I Am > I Was
W kwietniu 2018 roku 21 Savage pojawił się na mini albumie Young Thuga Hear No Evil wraz z innymi raperami Nicki Minaj i Lil Uzi Vert. W tym samym miesiącu pojawił się także na singlu Outstanding wraz z SahBabii. 21 marca pojawił się na singlu Rover 2.0, razem z BlocBoyJB. Później pojawił się w piosence Clout rapera Ty Dolla Sign.
31 października 2018 r. 21 Savage zamieścił na swoim Instagramie zdjęcie, na którym mężczyzna skacze w kierunku przeciwnym do wybuchu. W prawym dolnym rogu zdjęcia znajduje się napis „Parental Advisory”. 21 Savage również oznaczył Metro Boomina w poście. Niektórzy spekulowali, że jest to kontynuacja albumu Without Warning z 2017 r. Jednak okazało się, że jest to cover debiutanckiego solowego albumu Metro, Not All Heroes Wear Capes.
6 grudnia 2018 r., 21 Savage opublikował okładkę do nadchodzącego albumu, I Am> I Was, na Instagramie, która przedstawiający jego osobę. Następnego dnia, 21 Savage na Twitterze i Instagramie, zamieścił informację, że „zapomniał” wydać album, pisząc na Twitterze: „Cholera, zapomniałem wrzucić mój album, moja wina”. Zapowiedział nową datę, 21 grudnia. 13 grudnia, wyciekła lista utworów przez wytwórnię płytową Louisa Bella, o czym poinformował na Instagramie.
21 Savage wydał swój drugi album studyjny I Am> I Was 21 grudnia 2018, z gościnnymi udziałami Travisa Scotta, Post Malone’a, Childish Gambina, Offseta, J. Cole’a, Gunny, Lil Baby, Project Pata i Schoolboya Q. W nazwach utworów nie są oni wymienieni. I Am > I Was znalazł się na pierwszym miejscu Billboard 200, sprzedając się w 131 000 egzemplarzy. Pierwszy utwór, „A Lot”, w którym występuje gościnnie J. Cole, znalazł się na 12 miejscu na Billboard 100.

## Styl muzyczny
Metro Boomin, z którym często współpracuje 21 Savage, nazywa go „jednym z ostatnich ulicznych czarnuchów, który tworzy muzykę” Teksty rapera kładą nacisk na brutalne i kryminalne aspekty jego przeszłości, w tym morderstwa i handel narkotykami.

## Kontrowersje
W 2018 roku, 21 Savage rozpoczął ruch o nazwie „Guns Down, Paintballs Up”. Szef Departamentu Policji w Detroit, James Craig, określił ten ruch jako „dobrze pomyślany, ale błędny”. Ruch został powiązany z kilkoma przypadkami przestępstwa i zabójstw. 21 Savage nie skomentował tej sprawy, chociaż zapłacił za pogrzeb 3-latka, który został zabity w tym ruchu.
11 czerwca 2018 r. 21 Savage wyciągnął broń palną podczas imprezy. Otrzymał ją od przyjaciela po tym, jak zobaczył przeciwną ekipę.
14 czerwca 2018 r. 21 Savage nazwał wszystkich raperów z Atlanty „dziwkami” podczas transmisji na żywo na Instagramie.
3 lutego 2019 r. 21 Savage został zatrzymany przez Amerykański Urząd Emigracyjny w związku z nielegalnym przebywaniem na terenie Stanów Zjednoczonych. Jak się okazało raper pochodzi z Wielkiej Brytanii, a jego wiza straciła ważność w czerwcu 2006 roku.

## Życie prywatne
21 Savage praktykuje religię afrykańską ifá. Latem 2017 roku, raper zaczął spotykać się z modelką Amber Rose. W marcu 2018 r. para rozstała się.
Ma troje dzieci.

## Dyskografia
| Rok  | Tytuł           | Wraz z                |
| ---- | --------------- | --------------------- |
| 2017 | Issa Album      |                       |
| 2017 | Without Warning | Offset i Metro Boomin |
| 2018 | I Am > I Was    |                       |
| 2020 | SAVAGE MODE II  | Metro Boomin          |
| 2022 | Her Loss        | Drake                 |
| 2024 | American Dream  |                       |

## Filmografia
| Rok  | Tytuł                               | Rola   | Typ          | Trailer |
| ---- | ----------------------------------- | ------ | ------------ | ------- |
| 2024 | american dream: the 21 savage story | On sam | Dokumentalny | Trailer |